# Villa Juárez
Villa Juárez è una municipalità dello stato di San Luis Potosí, nel Messico centrale, il cui capoluogo è la omonima località.
Conta 10.174 abitanti (2010) e ha una estensione di 638,31 km².